# Julus gracilis
Julus gracilis är en mångfotingart som beskrevs av Brandt 1841. Julus gracilis ingår i släktet Julus och familjen kejsardubbelfotingar. Inga underarter finns listade i Catalogue of Life.